# Edmond de Pourtalès
Edmond comte de Pourtalès-Gorgier (auch: Edmund Graf von Pourtalès) (* 6. April 1828 in Paris; † 23. März 1895 in Cannes) war ein schweizerisch-französischer Bankier, Offizier und Parlamentarier.

## Leben
Edmond de Pourtalès war der Sohn des Neuenburger Bankiers und königlichen preußischen Kammerherrn James Alexander de Pourtalès-Gorgier und der Bankierstochter Anne-Henriette geb. de Palézieux dit Falconnet. Nach dem Besuch des Gymnasiums in Neuenburg studierte er an der Rheinischen Friedrich-Wilhelms-Universität Bonn. 1848 wurde er Mitglied des Corps Borussia Bonn. Nach dem Studium wurde er Bankier in Paris und später Straßburg. 1857 heiratete er Mélanie Renouard de Bussière. 1870 wurde er in den Conseil général du Département Bas-Rhin gewählt. Als Commandant und Kommandeur des 4. Bataillons der Garde nationale mobile du Bas-Rhin beteiligte er sich an der Verteidigung von Straßburg.